# 2MASS J11132009+3430582
2MASS J11132009+3430582 ist ein Brauner Zwerg im Sternbild Großer Wagen. Er wurde 2006 von Kuenley Chiu et al. entdeckt. Er gehört der Spektralklasse L3 an.